# گمینا واگوو (استان اشوی‌داشکسیه)
گمینا واگوو (استان اشوی‌داشکسیه) (به لهستانی:  Gmina Łagów) یک گمینا در لهستان است که در شهرستان کیلتسه واقع شده‌است. گمینا واگوو ۱۱۳٫۰۳ کیلومتر مربع مساحت و ۶٬۸۹۹ نفر جمعیت دارد.